# Pouchobrady
Pouchobrady je část obce Sobětuchy v okrese Chrudim. Nachází se na jihu Sobětuch. V roce 2009 zde bylo evidováno 26 adres. V roce 2001 zde trvale žilo 29 obyvatel.
Pouchobrady leží v katastrálním území Sobětuchy o výměře 3,82 km2.

## Historie
První písemná zmínka o obci pochází z roku 1349.

## Pamětihodnosti
- Kostel Nejsvětější Trojice s nástěnnými malbami z 80. let 14. století.